# كريستيان مالينوف
كريستيان مالينوف (بالبلغارية: Кристиян Малинов) (30 مارس 1994 ببيتريتش في بلغاريا - ) هو لاعب كرة قدم بلغاري في مركز الوسط. شارك مع منتخب بلغاريا تحت 17 سنة لكرة القدم ومنتخب بلغاريا تحت 21 سنة لكرة القدم ومنتخب بلغاريا لكرة القدم. أما مع النوادي، فقد لعب مع نادي دوبرودزا دوبريتش ونادي ليتكس لوفتش وPFC Litex Lovech II ‏.

## وصلات خارجية
- كريستيان مالينوف على موقع الاتحاد الدولي (مؤرشف)  (الإنجليزية)
- كريستيان مالينوف على موقع الاتحاد الأوربي (الإنجليزية)
- كريستيان مالينوف على موقع قاعدة بيانات كرة القدم.إي يو (الإنجليزية)
- كريستيان مالينوف على موقع ناشيونال فوتبول تيمز (الإنجليزية)
- كريستيان مالينوف على موقع Soccerway.com (الإنجليزية)
- كريستيان مالينوف على موقع عالم كرة القدم.نت (الإنجليزية)